# Андрущенко Сергій Миколайович
Сергій Миколайович Андрущенко (4 листопада 1976; Озерне, Житомирська область, УРСР — 9 січня 2005; Ес-Сувейра, Ірак) — український військовик, миротворець, старший офіцер відділення взаємодії управління 72-го окремого механізованого батальйону 7-ї окремої механізованої бригади.

## Біографія
Народився 4 листопада 1976 року на Житомирщині.
Був бійцем 95-ї аеромобільної бригади.
У 2005 році брав участь у миротворчій місії в Іраку у складі 7 ОМБр, був старшим офіцером відділення взаємодії управління 72-го окремого механізованого батальйону. Особисто брав участь у патрулюванні та супроводженні конвоїв з гуманітарною допомогою у віддалені райони в зоні відповідальності українського миротворчого контингенту.
В Іраку Сергій Андрущенко встановив партнерські стосунки з начальником поліції міста Ес-Сувейри та разом з іракською поліцією провів спільну операцію зі знешкодження групи бойовиків.
9 січня 2005 року неподалік міста Ес-Сувейра сили іракської поліції провели операцію з викриття схованки та вилучення великої кількості боєприпасів. Для їх знешкодження було викликано окремий спеціальний саперний загін Республіки Казахстан. Для забезпечення роботи казахських саперів та надання їм необхідної допомоги на місце виїхала група українських миротворців зі складу 72-го окремого механізованого батальйону. Боєприпаси, серед яких було 35 авіаційних бомб, були перевезені на трьох машинах на спеціально визначене місце для знешкодження. Згодом пролунав потужний вибух, в результаті якого загинуло 7 українських військовослужбовців, у тому числі капітан Сергій Андрущенко. Вибух був спланований та введений в дію стороннім електронним пристроєм.
Сім'я загиблого миротворця отримала грошову компенсацію в розмірі $105 тисяч.
Похований в Озерному.

### Вшанування пам'яті
10 січня 2006 року в місті Житомир було відкрито пам'ятник українським миротворцям, які загинули неподалік іракського міста Ес-Сувейра під час виконання миротворчої місії в Республіці Ірак. Серед імен на пам'ятнику значиться і Сергій Андрущенко.

## Особисте життя
Був одружений. Виховував сина.

## Нагороди
- орден «За мужність» І ступеня (12 січня 2005) — за мужність і відвагу, виявлені при виконанні миротворчих завдань у Республіці Ірак[8]
- відзнака міністерства оборони України «Доблесть і честь»[3]